# Новокиївка (Новосибірська область)
Новокиївка (рос. Новокиевка) — присілок у Куйбишевському районі Новосибірської області Російської Федерації.
Входить до складу муніципального утворення Горбуновська сільрада. Населення становить 125 осіб (2010).

## Історія
Згідно із законом від 2 червня 2004 року органом місцевого самоврядування є Горбуновська сільрада.

## Населення
| 1926 | 2002 | 2007 | 2010 |
| ---- | ---- | ---- | ---- |
| 435  | ↘150 | ↘144 | ↘125 |